# Клемонс (Айова)
Клемонс (англ. Clemons) — місто (англ. city) в США, в окрузі Маршалл штату Айова. Населення — 140 осіб (2020).

## Географія
Клемонс розташований за координатами 42°6′50″ пн. ш. 93°9′31″ зх. д. / 42.11389° пн. ш. 93.15861° зх. д. (42.113898, -93.158508).  За даними Бюро перепису населення США в 2010 році місто мало площу 0,70 км², уся площа — суходіл.

## Демографія
Згідно з переписом 2010 року, у місті мешкало 148 осіб у 57 домогосподарствах у складі 43 родин. Густота населення становила 212 особи/км².  Було 66 помешкань (94/км²).
Расовий склад населення:
| - 96,6 % — білих - 2,7 % — азіатів |

До двох чи більше рас належало 0,7 %. Частка іспаномовних становила 0,7 % від усіх жителів.
За віковим діапазоном населення розподілялося таким чином: 25,0 % — особи молодші 18 років, 56,1 % — особи у віці 18—64 років, 18,9 % — особи у віці 65 років та старші. Медіана віку мешканця становила 42,5 року. На 100 осіб жіночої статі у місті припадало 124,2 чоловіків;  на 100 жінок у віці від 18 років та старших — 113,5 чоловіків також старших 18 років.
Середній дохід на одне домашнє господарство  становив 62 051 долар США (медіана — 58 750), а середній дохід на одну сім'ю — 67 095 доларів (медіана — 60 893). За межею бідності перебувало 2,4 % осіб, у тому числі 9,7 % дітей у віці до 18 років та 0,0 % осіб у віці 65 років та старших.
Цивільне працевлаштоване населення становило 65 осіб. Основні галузі зайнятості: виробництво — 24,6 %, роздрібна торгівля — 23,1 %, публічна адміністрація — 9,2 %, сільське господарство, лісництво, риболовля — 9,2 %.